# Nikolaus, Mare Duce Ereditar de Oldenburg
Nikolaus, Mare Duce Ereditar de Oldenburg (germană Nikolaus Friedrich Wilhelm von Holstein-Gottorp, Erbgroßherzog von Oldenburg; 10 august 1897 – 3 aprilie 1970) a fost fiul cel mare al Marelui Duce Frederic Augustus al II-lea de Oldenburg și a celei de-a doua soții, Ducesa Elisabeth Alexandrine de Mecklenburg-Schwerin. A fost pretendentul la titlu din 1931 până la moartea sa.

## Primii ani
Nikolaus s-a născut la Oldenburg ca al treilea copil și primul fiu al al Marelui Duce Frederic Augustus al II-lea de Oldenburg. Mama lui, Ducesa Elisabeta Alexandrine de Mecklenburg-Schwerin, a fost a doua soție a Marelui Duce.
Bunicii paterni au fost Petru al II-lea, Mare Duce de Oldenburg și Elisabeta de Saxa-Altenburg. Bunicii materni au fost Frederic Francisc al II-lea, Mare Duce de Mecklenburg și Prințesa Marie de Schwarzburg-Rudolstadt.
El a fost verișor primar cu regina Juliana a Țărilor de Jos și a participat la nunta acesteia cu Prințul Bernhard de Lippe-Biesterfeld în 1937 împreună cu soția sa.

## Marriage
Nikolaus s-a căsătorit la 26 octombrie 1921 la Arolsen cu Prințesa Helena de Waldeck și Pyrmont (1899–1948), singura fiică a lui Friedrich, Prinț de Waldeck și Pyrmont și a soției acestuia, Prințesa Bathildis de Schaumburg-Lippe.
Ei au avut nouă copii:
- Anton-Günther, Duce de Oldenburg (16 ianuarie 1923 – 20 septembrie 2014); căsătorit cu Prințesa Ameli de Löwenstein-Wertheim-Freudenberg
- Ducesa Rixa de Oldenburg (28 martie 1924 – 1 aprilie 1939)
- Ducele Petru de Oldenburg (n. 7 august 1926)
- Ducesa Eilika de Oldenburg (n. 2 februarie 1928) căsătorită cu Emich, al 7-lea Prinț de Leiningen, fiul cel mare al Marii Ducese Maria Kirillovna a Rusiei. Copil fiind, Eilika a fost domnișoară de onoare în 1937 la nunta Juliana a Țărilor de Jos cu Prințul Bernhard de Lippe-Biesterfeld.[1]
- Ducele Egilmar de Oldenburg (n. 14 octombrie 1934)
- Ducele Friedrich August de Oldenburg (n. 11 ianuarie 1936); căsătorit prima dată cu Prințesa Marie Cécile a Prusiei; a doua oară cu Donata contesă de Castell-Rüdenhausen
- Ducesa Altburg de Oldenburg (n. 14 octombrie 1938)
- Ducele Huno de Oldenburg (n. 3 ianuarie 1940)
- Ducele Johann de Oldenburg (n. 3 ianuarie 1940); căsătorit cu Ilka Gräfin zu Ortenburg. Fiica lor Eilika s-a căsătorit cu Arhiducele Georg de Austria

Soția lui a murit în 1948 iar el s-a recăsătorit la 20 septembrie 1950 la Güldenstein cu Anne-Marie von Schutzbar gennant Milchling (1903–1991), fiica lui Rudolf von Schutzbar și Rose Marston. Nu au avut copii.